# Psychoglypha alascensis
Psychoglypha alascensis är en nattsländeart som först beskrevs av Banks 1900.  Psychoglypha alascensis ingår i släktet Psychoglypha och familjen husmasknattsländor. Inga underarter finns listade i Catalogue of Life.